# Simone Koot
Simone Koot (Utrecht, 12 novembre 1980) è una pallanuotista olandese, vincitrice di una medaglia d'oro ai giochi olimpici di Pechino 2008.